# Mithradatés IV.
Mithradatés IV. (parthsky Mithradát či Mithradáta, řecky Μιθραδάτης) byl uzurpátor parthského trůnu, doložený numismaticky v letech 129–140. Zdá se, že se mocensky opíral o íránské kraje, protože v Seleukii nad Tigridem se po celou dobu razily mince pro jeho soka Vologaisa III. Podle nápisu dochovaného na soše byl otcem Vologaisa IV., který nastoupil na trůn roku 147/148 – tedy krátce poté, co Mithradatovo jméno mizí z historie.